# Iko Uwais
Iko Uwais, né Uwais Qorny le 12 février 1983 à Jakarta, est un acteur et artiste martial indonésien.

## Biographie
Né à Jakarta (Indonésie), Iko Uwais est un artiste martial de Pencak-Silat depuis ses 10 ans. En 2005, il gagne le prix de la meilleure démonstration au championnat national de silat. Il est passionné de foot et essaye d'en faire carrière en fin d'études mais cela ne donne rien. Il est découvert par le cinéaste gallois Gareth Evans alors que ce dernier prépare un documentaire sur cet art martial. Iko Uwais abandonne alors son travail de livreur dans une société téléphonique pour rejoindre Gareth Evans dans son film Merantau, qui sort en 2009 et où ses capacités de combat sont largement mises en avant.
Leur collaboration continue avec un autre film intitulé Berandal. Celui-ci ne peut pas voir le jour en raison des gros coûts de production : Gareth Evans décide donc de réaliser un autre film avec un budget minimal nommé Serbuan maut (ou The Raid: Redemption aux États-Unis). Sans réelle expérience d'acteur, le film et son interprète sont pourtant salués par la critique. De plus Uwais a dirigé, avec son ami Yayan Ruhian, une partie des chorégraphies de combat du film. Gareth Evans peut alors reprendre Berandal, dont le tournage a lieu fin 2012.
Il est remarqué pour ses talents par Keanu Reeves qui réalise alors son premier film, Man of Tai Chi. Il interprète alors un adversaire du héros principal. Puis il joue à nouveau en tête d'affiche dans The Raid 2 dans lequel on retrouve encore plus de scènes de combat.
Il joue également un personnage secondaire dans Star Wars, épisode VII : Le Réveil de la Force auprès de Yayan Ruhian (The Raid). Iko Uwais joue ensuite dans Headshot et Beyond Skyline. 
En 2017, Peter Berg le choisit pour interpréter un des personnages principaux dans 22 Miles avec Mark Wahlberg. Il joue le rôle d'un policier indonésien traqué par une armée d'assassins.

## Vie privée
Iko Uwais est pendant un long moment l'amant de l'héritière indonésienne Jane Shalimar, mais il préfère mettre un terme à leur relation début 2012, estimant que Jane est devenue beaucoup trop proche de l'homme politique Didi Mahardika.
Uwais épouse le 25 mai 2012 la chanteuse indonésienne Audy Item (en) dans une réception donnée à l'hôtel Gran Mahakam de Jakarta, trois mois après avoir officialisé leur relation. Le couple a deux filles, Atreya Syahla Putri Uwais, née le 11 octobre 2013, et Aneska Layla Putri Uwais, née le 13 juin 2018.

## Filmographie

### Comme acteur
- 2009 : Merantau de Gareth Evans : Yuda
- 2011 : The Raid de Gareth Evans : Rama
- 2013 : Man of Tai Chi de Keanu Reeves : Gilang Sanjaya
- 2014 : The Raid 2: Berandal de Gareth Evans : Rama/Yuda
- 2015 : Star Wars, épisode VII : Le Réveil de la Force de J. J. Abrams : Razoo Qin-Fee
- 2016 : Headshot de The Mo Brothers : Ishmael/Abdi
- 2017 : Clocker Scratchy : l'Honneur du Combat de Rob Cohen
- 2017 : Beyond Skyline de Liam O'Donnell : Sua
- 2018 : 22 Miles (Mile 22) de Peter Berg : Li Noor
- 2018 : The Night Comes for Us de Timo Tjahjanto : Arian
- 2019 : Stuber de Michael Dowse : Teijo
- 2019 : Wu Assassins (Série Netflix) : Kai
- 2019 : Triple Threat de Jesse V. Johnson : Jaka
- 2021 : Snake Eyes de Robert Schwentke : Hard Master
- 2022 : Expendables 4 de Scott Waugh
- 2022 : Vengeance aux poings (Wu Assassins: Fistful Of Vengeance) de Roel Reiné : Kai
- 2025 : Ash de Flying Lotus : Adhi

### Comme chorégraphe de combats
Iko Uwais est chorégraphe des scènes de combat dans tous les films d'action de Gareth Evans, soit Merantau, The Raid et The Raid 2.
Il l'est également sur le film des Mo Brothers, Headshot, en plus d'en être le directeur artistique.